# Festes de Sant Joan i els Elois
Les Festes de Sant Joan i els Elois són la Festa Major d'estiu de Prats de Lluçanès (Lluçanès), que se celebren els dies 24 i 25 de juny.

## Història
Sant Eloi era el patró de les confraries de basters i traginers, i també dels ferrers, i per aquest motiu els transportistes eren anomenats Elois. A finals del segle XIX els traginers o Elois van començar a reunir-se el 25 de juny a Prats de Lluçanès amb els seus animals -ases, mules i cavalls- guarnits amb mantes virolades i picarols per fer-los córrer. Es concentraven al pla de Santa Llúcia, on ballaven el Contrapàs, i a continuació feien la cursa d'animals fins a l'ermita de Sant Sebastià. El dia anterior, dia de Sant Joan, es reunien al voltant d'una foguera i ballaven també el Contrapàs.
A partir de 1923 la programació de la festa es complementa amb diferents actes, com partits de futbol o altres activitats que es fan dins d'un luxós envelat. A partir de 1935 l'Ajuntament comença a encarregar-se d'organitzar la festa, que fins aleshores havia estat a càrrec del Gremi de Traginers. Amb la desaparició de l'ofici de traginer, la festa anà perdent vitalitat, fins que el 1979 el Grup Germanor, que durant molts anys va treballar per la recuperació de les festes populars, va decidir impulsar de nou el ball del Contrapàs i va començar a ensenyar-lo a la quitxalla.
Actualment la festa comença el dia 24 al vespre amb l'arribada de la flama del Canigó, el Petardàs i la marxa de torxes pel carrer Major, amb animals i carruatges, fent parada a la plaça Vella i a la plaça Nova on, a la llum de les fogueres i al so dels músics locals, es balla el Ball del Contrapàs. El dia 25, dia dels Elois, es repeteixen el recorregut i les ballades. S'incorporen a la passada dels carreters, mules, cavalls, ases, carruatges, músics i els animals que participen en les curses dels Elois, a la tarda, al camí de Sant Sebastià, i els Carreters del Lluçanès fan una gran trobada.